# Toná
La toná es uno de los palos matrices del flamenco.
Su origen se sitúa en los romances castellanos, adaptados por los gitanos bajo-andaluces como propios y denominados corríos. Etimológicamente, «toná» deriva de «tonada», en el sentido de «acento musical». Su desarrollo hasta convertirse en un cante gitano tiene lugar durante el siglo XVIII; algunos autores cuentan que, hacia comienzos del XIX, existían unas 33 clases diferentes de toná, atribuidas a gitanos de Jerez o de Sevilla, aunque muchas de ellas no han llegado hasta nosotros ni han podido ser identificadas.
Todas las tonás que se conocen hoy en día responden a una misma línea melódica, diferenciándose exclusivamente por las letras. Los textos históricos recogen varios tipos de tonás personales: las del Tío Luis el de la Juliana (llamadas liviana, grande, del Cristo y de los pajaritos), las de Blas Barea, Alonso Pantoja y hasta doce cantaores más. Sin embargo, hoy en día solamente se utilizan la toná grande, la toná chica y la del Cristo, que ha sobrevivido gracias a que Antonio Chacón la aglutinó en un tercio de su saeta y fue recuperada por Perico el del Lunar.
En todo caso, se trata de un palo poco cultivado por los cantaores modernos.
De la toná provienen, directamente, la saeta y palos como el martinete, la debla y, en general, los cantes sin acompañamiento (a palo seco), puede que también las primeras seguiriyas y tal vez las livianas, puesto que existió una toná-liviana con hasta cuatro variantes.